# Iernut
Iernut (Hongaars: Radnót, Duits: Radnuten) is een stad (oraș) en gemeente in het Roemeense district Mureș. De gemeente telt 8705 inwoners (2011) en omvat ook de dorpen Cipău (Maroscsapó), Deag (Marosdég), Lechința (Maroslekence), Oarba de Mureș (Marosorbó), Porumbac (Porumbáktanya), Racameț (Józseftanya), Sălcud (Szélkút) en Sfântu Gheorghe (Csapószentgyörgy). Het streekcentrum Iernut ligt op de linkeroever van de Mureș. De gemeente heeft sinds 1989 de status van stad.
De eerste vermelding van Iernut (Ranoltu) dateert uit 1257. Tot 1920 behoorde het tot Hongarije. Van 1876 tot 1920 was Radnót de hoofdstad van het gelijknamige district in het comitaat Kis-Küküllő.

## Bevolking
De gemeente Iernut heeft een gemengde bevolkingsopbouw. Tijdens de volkstelling van 1910 waren de Hongaren in de stad met 1498 personen van de 2109 inwoners in de meerderheid (71%). De Roemenen waren toen met 595 personen de belangrijkste minderheid (28%). In 2002 was de situatie in de stad omgekeerd. De Roemenen vormden in dat jaar een meerderheid van de bevolking. Van de 5.830 inwoners van de stad waren er in dat jaar 1.187 Hongaren (20%).
In de gemeente als totaal is het beeld in de tabel als volgt:
| Jaar | Bevolking aantal | Roemenen aantal | Hongaren aantal en percentage |
| ---- | ---------------- | --------------- | ----------------------------- |
| 1850 | 5268             | 4113            | 851 (16%)                     |
| 1880 | 5123             | 3511            | 1101 (21%)                    |
| 1890 | 6071             | 4046            | 1646 (27%)                    |
| 1910 | 7020             | 4528            | 2164 (31%)                    |
| 1920 | 6840             | 4540            | 2043 (30%)                    |
| 1930 | 7830             | 5370            | 2152 (27%)                    |
| 1941 | 8313             | 5992            | 1878 (23%)                    |
| 1966 | 11635            | 8643            | 2713 (23%)                    |
| 1977 | 10084            | 7752            | 2113 (21%)                    |
| 1992 | 9719             | 7846            | 1595 (16%)                    |
| 2002 | 9523             | 7229            | 1426 (15%)                    |
| 2011 | 8705             | 6347            | 1112 (13%)                    |

In de gemeente haalt het aantal Hongaren sinds de jaren 90 de drempel van 20% niet meer. Officieel hoeft het Hongaars daarom wettelijk niet meer verplicht worden toegestaan. Iernut heeft echter wel gekozen voor het behouden van de taalrechten en de plaatsnaamborden zijn daarom zowel Roemeens als Hongaarstalig.

### Hongaarse gemeenschap
De Hongaarse gemeenschap is sterk aanwezig. De rooms-katholieke kerk met twee torens en de Hongaars Gereformeerde Kerk uit 1498 domineren het stadsbeeld. Verder is er een Hongaarstalige school in de stad en hebben de Hongaren eigen verenigingen en organisaties en zijn deze vertegenwoordigd in de gemeenteraad.

## Partnersteden
- Sint-Katelijne-Waver, België (sinds 2001)

Steden met gemeentestatus: Târgu Mureș · Sighișoara · Reghin · Târnăveni

Steden zonder gemeentestatus: Iernut · Luduș · Sovata · Miercurea Nirajului · Sărmașu · Sângeorgiu de Pădure · Ungheni